# Volt Europa
 (avril 2023).
Volt Europa (fréquemment abrégé en Volt) est un mouvement politique européen pro-européen et fédéraliste, organisé sur un modèle pan-européen pour les partis subsidiaires du même nom et de la même marque dans tous les États membres de l'UE et dans plusieurs États non membres de l'UE, y compris l'Albanie, la Suisse, l'Ukraine et le Royaume-Uni.
Volt vise à aligner les positions politiques de ses membres à travers l'Europe ; à ce titre, elle a présenté un manifeste commun et paneuropéen pour huit États membres, lors des élections du Parlement européen en mai 2019.
L'organisation vise à trouver des solutions européennes et supranationales, sur des questions telles que le changement climatique, la défense, l'énergie, les migrations, les inégalités économiques, le terrorisme, la protection sociale et l'impact de la révolution technologique sur le marché du travail.
Tout en utilisant le slogan "Ni gauche, ni droite" à ses débuts, Volt peut être considéré comme centriste ou de centre-gauche, dans le contexte européen général, avec un fort accent sur l'unité et l'intégration européennes. Lors des élections locales et nationales, Volt s'est présenté sur une plateforme de "politique fondée sur des preuves" et de partage des meilleures pratiques entre les États membres de l'UE et les municipalités.
Volt a été officiellement fondé le 29 mars 2017. En mars 2018, le premier parti subsidiaire national a été fondé à Hambourg, en Allemagne. Volt a depuis établi des équipes locales dans tous les États membres de l'UE, ainsi qu'en Albanie, en Suisse, en Ukraine et au Royaume-Uni, et est enregistré en tant que parti légal dans la plupart de ces pays.

## Historique
Volt Europa a été fondée le 29 mars 2017 par Andrea Venzon, Colombe Cahen-Salvador et Damian Boeselager, le jour même où le Royaume-Uni a officiellement annoncé son intention de quitter l'Union européenne en vertu de l'article 50 du TUE,,.
Selon leur propre déclaration, la fondation de Volt était une réaction à la montée du populisme dans le monde ainsi qu'au Brexit. Venzon est devenu le président fondateur, Boeselager le vice-président et Cahen-Salvador le responsable politique.[19][15]

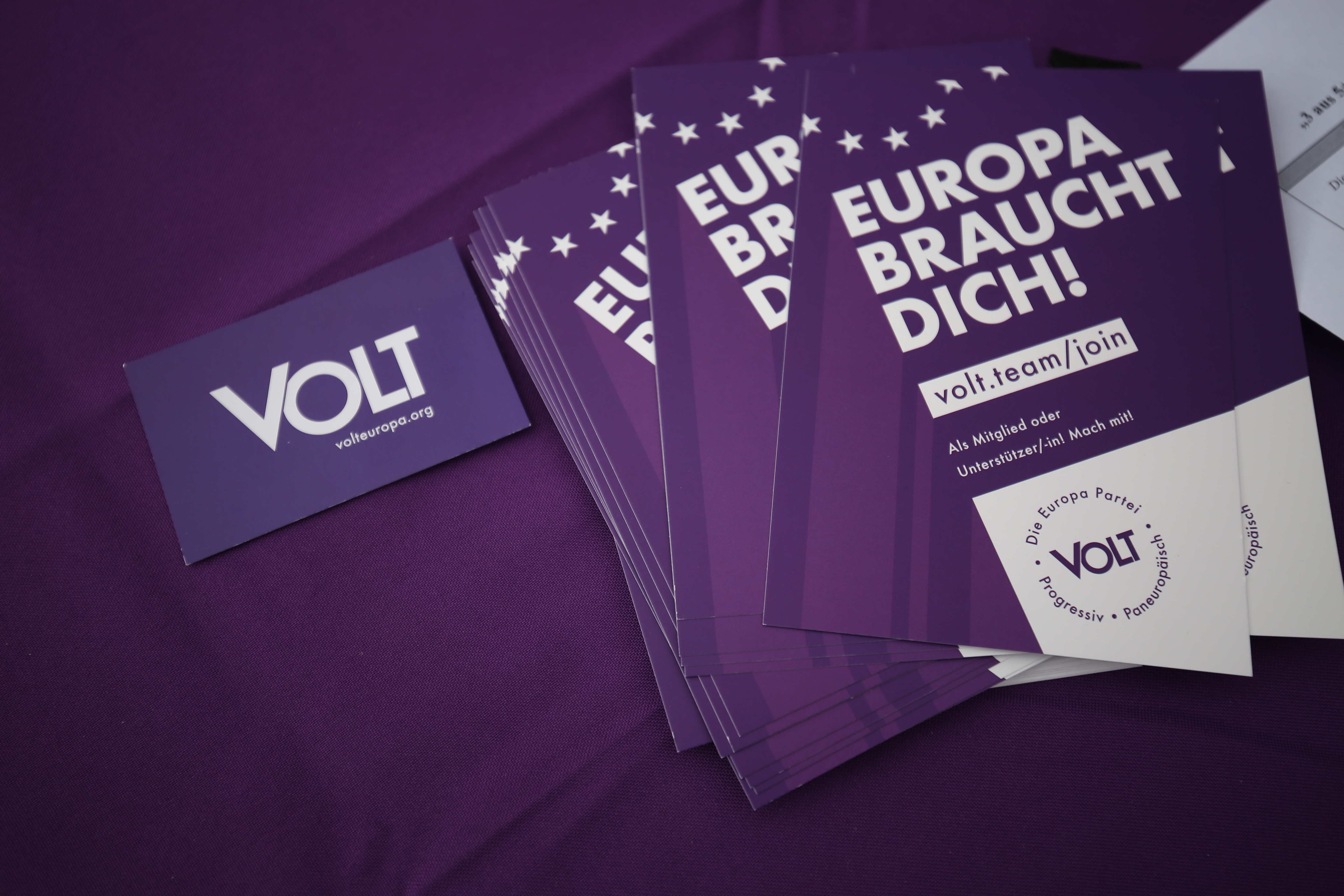
Tracts de Volt Allemagne.

En mars 2018, le premier bureau national du parti est fondé à Hambourg en Allemagne. Volt commence son implantation en France en février 2018 et est présent en Belgique en juillet 2018. Volt Europa se constitue en association à but non lucratif au Luxembourg sous le nom de Volt Europa en remplacement de Vox Europe, ancien nom de l'organisation.
Les 27 et 28 octobre 2018, Volt Europa tient son assemblée générale à Amsterdam, présentant à cette occasion le programme de la Déclaration d'Amsterdam pour le Parlement européen. Le 9 juin 2019, à la suite d'un vote des membres du parti dans toute l'Europe, Volt choisit de rejoindre le groupe des Verts/Alliance libre européenne au Parlement européen.
Du 12 au 13 octobre 2019, Volt Europa accueille son assemblée générale à Sofia, se dotant de nouvelles règles électorales pour l'adoption d'élections en ligne qui sont ensuite utilisées pour l'élection du nouveau bureau de Volt Europa. Les résultats de l'élection ne reconduisent pas les fondateurs, Andrea Venzon et Damian Boeselager : la candidate allemande Valerie Sternberg et le président de Volt Nederland Reinier van Lanschot sont élus comme co-présidents du parti[réf. nécessaire].

## Ligne d’action
Volt Europa se décrit comme visant à promouvoir une démocratie sociale et participative, écologique et solidaire au niveau de l'UE et à construire un patriotisme européen. Le parti souligne souvent l'importance d'une voix européenne dans le monde. Il soutient également l'idée d'une Europe fédérale avec un Parlement européen plus fort qu'aujourd'hui, où les citoyens seraient "au centre même de la démocratie européenne", encore aujourd'hui trop intergouvernementale pour eux,,.
Volt se distingue des autres mouvements pro-européens tels que Pulse of Europe, Mouvement européen international ou Union des fédéralistes européens par son intention de participer aux élections européennes, locales et nationales par l'intermédiaire de ses délégations d'états membres de l'UE, pour la première fois aux élections du Parlement européen en mai 2019. Le but de ces participations est tout d'abord de faire la publicité du mouvement, étant encore relativement petit. En ce sens, Volt Europa est un parti transnational (comme Europe Démocratie Espéranto, les Newropeans ou le Parti fédéraliste européen) et pourrait être qualifié de adeptes du concept de démocratie participative, mais à une échelle européenne qui verrait le pouvoir des Etats membres considérablement réduit. Volt Europa veut se servir d'organisation-chapeau aux délégations nationales.

## Programme
La vision de Volt Europa est divisée en « 5+1 » "défis fondamentaux" : État intelligent, renaissance économique, égalité sociale, équilibre global, responsabilisation des citoyens et réforme de l'UE que le mouvement veut « faire avancer dans chaque pays européen ». La raison pour le nom « 5+1 » est que les cinq premiers défis seront adaptés au niveau national pour tenir compte des réalités locales, et le défi « +1 » — leur proposition de réforme et de renforcement de l'UE — sera identique dans tous leurs programmes nationaux. Ces cinq premiers défis fournissent des lignes directrices à toutes les sections nationales et locales de Volt et ne concernent pas seulement les compétences européennes. Les cinq premiers défis sont abordés d'abord au niveau européen (dans la cartographie des politiques), puis adaptés et développés sur les réalités nationales et locales, afin de permettre d'aborder les questions nationales ou locales à un niveau approprié de gouvernance, tout en essayant de garantir la cohérence politique du mouvement. Le +1 concerne le défi de la réforme de l'Union européenne pour en faire un gouvernement fédéral, qui porte sur la manière de réformer et de renforcer l'UE et qui ne peut être adapté au niveau national, car il concerne les institutions et les relations européennes.

## Sections nationales

### Allemagne
Volt Deutschland est le premier parti politique enregistré pour Volt en mars 2018. Pendant les élections européennes de 2019, ils ont recueilli 248 824 voix ce qui représente 0,7 % des suffrages exprimés et assez pour obtenir un siège au Parlement européen, occupé par la tête de liste, Damian Boeselager. Volt obtient également 1,2 % des voix pendant les élections municipales de Mayence qui se déroulaient en même temps et obtient un siège au conseil municipal de la ville. Lors des élections municipales de septembre 2020, le parti, qui se présente seul, parvient à faire élire seize conseillers communaux en obtenant notamment 5,07 %, 4,89 % et 3,73 % à Bonn, Cologne, et Aix-la-Chapelle.
Dans le cadre des européennes de 2024, le parti réalise une poussée en obtenant 2,6% des suffrages exprimés et trois sièges à l'échelle du pays, et franchissant pour la première fois de son histoire le seuil du million de suffrages recueillis lors d'un scrutin. Il talonne à cette occasion les Électeurs libres et Die Linke, sur lesquels il n'accuse respectivement que 0,1 et 0,17 point de pourcentage de retard.

### Autriche
Volt Österreich est le parti politique enregistré en Autriche depuis octobre 2018. Ils prévoyaient de participer aux élections européennes en 2019 mais n'ont pas pu recueillir à temps les 2 600 signatures pour le faire.

### Belgique
Volt Belgique est le parti politique enregistré de Volt en Belgique. Volt Belgique est la première section à participer aux élections, lorsqu'ils se sont portés candidats aux élections communales belges de 2018 à Ixelles, Etterbeek et à Anvers dans le cadre d'une alliance avec le parti pirate local, Paars. Aux élections européennes de 2019, Volt participe au collège électoral néerlandophone, obtenant 0,48 % des voix, ce qui n'est pas suffisant pour obtenir un siège.

### Bulgarie
"Волт България" (Volt Bulgarie) est le parti politique enregistré de Volt en Bulgarie. Lors des élections au Parlement européen de 2019, le parti a obtenu 0,18 % des voix. Volt Bulgaria a participé aux élections locales bulgares de 2019, avec la liste de la coalition ''Ensemble pour le renouveau'', et a obtenu 7,12 % des voix à Haskovo, 6,12 % à Rodopi et 6,39 % à Sopot, Volt obtient un siège dans chacune de ces localités. Volt Bulgarie a participé aux élections législatives bulgares d'avril 2021 en tant que membre de la coalition anti-gouvernementale ISMV. La coalition a obtenu 14 sièges au parlement, dont aucun n'a été attribué aux membres de Volt.

### Espagne
Volt España est le parti politique enregistré de Volt en Espagne. Le parti a obtenu 32 291 voix lors de l'élection européennes de 2019.

### France
Volt France est établi comme parti politique depuis août 2018.
Volt se présente pour la première fois en France aux élections municipales de 2020, avec sa propre liste dans le IXe arrondissement de Paris. À Lille, Volt se présente au sein de la coalition 'Lille Verte 2020'. Au premier tour, il reçoit 0,5 % des voix dans le IXe arrondissement de Paris, 24,5 % au sein de la coalition 'Lille Verte' à Lille, 3,4 % dans le IIIe arrondissement de Lyon avec Les Centristes et '100% Citoyens' et 1,6 % à Villeurbanne avec '100% Citoyens'. Au deuxième tour, 'Lille Verte' reçoit 39,4 % des voix.
Dans le cadre des élections départementales de 2021, Volt est présent dans le canton de Strasbourg-1 et d'Aix-en-Provence-2, en y obtenant respectivement 1,16 et 0,59% des voix
Volt France est présent sur trois listes pour les élections régionales : en Île-de-France, dans les Hauts-de-France et en Bretagne. En Île-de-France, Fabiola Conti mène une liste rassemblant plusieurs formations europhiles (Nous Citoyens, Parti des citoyens européens et À nous la démocratie), qui recueille 0,17% des suffrages. Dans les Hauts-de-France, Volt fait partie de la liste d'Audric Alexandre, qui rassemble quatre formations (Volt, Nous Citoyens, Parti des citoyens européens et Allons enfants), et qui rassemble 0,50% des voix. En Bretagne, après avoir envisagé de présenter une liste indépendante, Volt choisit de participer à la liste de la majorité présidentielle qui recueille 15,53% des voix au premier tour et 14,75% au second. 
Volt France participe pour la première fois à des élections nationales lors des législatives de 2022, en investissant 17 candidats dans tout le pays, qui recueillent au total 11 836 voix à travers toute la France.
Pour les élections européennes de 2024 en France, Volt soutient la liste "Europe Territoires Écologie" (ETE), d'alliance entre le PRG, R&PS et Volt France. La septième place est attribuée à Sven Franck, co-président de Volt France de 2021 à 2023.
Volt présente également des candidats lors des élections législatives de 2024 en France.

### Italie
Volt Italia est le parti enregistré en Italie depuis juillet 2018. En 2019, ils se présentent à Novi Ligure pour les élections municipales et obtiennent 1,4 % des voix. À l'occasion des élections régionales italiennes de 2020, ils obtiennent 0,43 % en Émilie-Romagne , 0,69 % en Vénétie, où ils sont alliés au parti libéral fédéraliste +Europa et 0,32 % en Toscane au sein des listes de centre-gauche. Ils obtiennent 4,47 % des voix et quatre conseillers communaux lors des élections municipales à Matera, la deuxième ville de Basilicata, en soutien au maire écologiste Domenico Bennardi.

### Luxembourg
Volt Luxembourg a été fondé en 2019. Il a obtenu 2,11 % des voix lors des élections européennes de 2019 et 1,04 % en 2024.

### Pays-Bas
Volt Nederland est établi aux Pays-Bas en juin 2018.
Lors des élections européennes de 2019, le parti remporte 1,9 % des voix, ce qui n'est pas suffisant pour obtenir de siège.
À la suite des élections législatives de 2021, il entre pour la première fois dans un parlement national avec trois représentants à la Seconde Chambre des États généraux, alors que les sondages en janvier lui prédisent un siège.

### Portugal
En octobre 2019, Volt Portugal soumet plus de 9 000 signatures pour s'enregistrer en tant que parti politique. Après de multiples retards, la Cour constitutionnelle a approuvé Volt Portugal en tant que 25e parti du pays en juin 2020.

### Royaume-Uni
Volt UK est enregistré auprès de la Commission électorale en janvier 2020. Elle fait campagne pour que le Royaume-Uni réintègre l'Union européenne.

## Résultats électoraux

### Élections législatives

#### Élections législatives allemandes
| Année | Voix    | %    | Rang | Sièges  | Statut              |
| ----- | ------- | ---- | ---- | ------- | ------------------- |
| 2021  | 165 474 | 0,36 | 14e  | 0 / 736 | extra-parlementaire |
| 2025  | 355 262 | 0,72 | 10e  | 0 / 630 | extra-parlementaire |

#### Élections législatives belges
| Année | Voix  | %    | Rang | Sièges  | Statut              |
| ----- | ----- | ---- | ---- | ------- | ------------------- |
| 2019  | 1 669 | 0,14 | 30e  | 0 / 150 | extra-parlementaire |
| 2024  | 7 245 | 0,58 | 10e  | 0 / 150 | extra-parlementaire |

#### Élections législatives bulgares
| Année | Voix                 | %                    | Rang                 | Sièges  | Statut              |
| ----- | -------------------- | -------------------- | -------------------- | ------- | ------------------- |
| 2021  | en coalition (PP)    | en coalition (PP)    | en coalition (PP)    | 2 / 240 | gouvernement Petkov |
| 2022  | En coalition (PP)    | En coalition (PP)    | En coalition (PP)    | 2 / 240 | élection anticipée  |
| 2023  | En coalition (PP-DB) | En coalition (PP-DB) | En coalition (PP-DB) | 1 / 240 | gouvernement Denkov |

#### Élections législatives françaises
| Année | Voix   | %    | Rang | Sièges  | Statut              |
| ----- | ------ | ---- | ---- | ------- | ------------------- |
| 2022  | 12 060 | 0,05 | 25e  | 0 / 577 | extra-parlementaire |
| 2024  | 10 388 | 0,03 | 28e  | 0 / 577 | extra-parlementaire |

#### Élections législatives néerlandaises
| Année | Voix    | %    | Rang | Sièges  | Statut     |
| ----- | ------- | ---- | ---- | ------- | ---------- |
| 2021  | 252 280 | 2,42 | 11e  | 3 / 150 | opposition |
| 2023  | 178 802 | 1,71 | 14e  | 2 / 150 | opposition |

#### Élections législatives portugaises
| Année | Voix   | %    | Rang | Sièges  | Statut              |
| ----- | ------ | ---- | ---- | ------- | ------------------- |
| 2022  | 6 941  | 0,12 | 17e  | 0 / 230 | extra-parlementaire |
| 2024  | 11 854 | 0,19 | 14e  | 0 / 230 | extra-parlementaire |
| 2025  | 12 150 | 0,20 | 13e  | 0 / 230 | extra-parlementaire |

### Élections européennes

#### Élections européennes de 2019
Lors des élections européennes de 2019, Volt  présente le même programme dans sept pays de l'Union européenne et récoltent 424 313 voix au total dans ces sept pays.
| État                             | Tête de liste                                       | Résultat (%) | Sièges obtenus |
| -------------------------------- | --------------------------------------------------- | ------------ | -------------- |
| Allemagne                        | Damian Freiherr von Boeselager, Marie-Isabelle Heiß | 0,67         | 1 / 96         |
| Pays-Bas                         | Reinier Van Lanschot                                | 1,9          | 0 / 26         |
| Belgique, collège néerlandophone | Christophe Calis, Marcela Válková                   | 0,47         | 0 / 12         |
| Bulgarie                         | Nastimir Ananiev                                    | 0,2          | 0 / 17         |
| Luxembourg                       | Rolf Tarrach Siegel                                 | 2,11         | 0 / 6          |
| Suède                            | Michael Holz                                        | 0,003        | 0 / 20         |
| Espagne                          | Bruno Sánchez-Andrade Nuño                          | 0,14         | 0 / 54         |

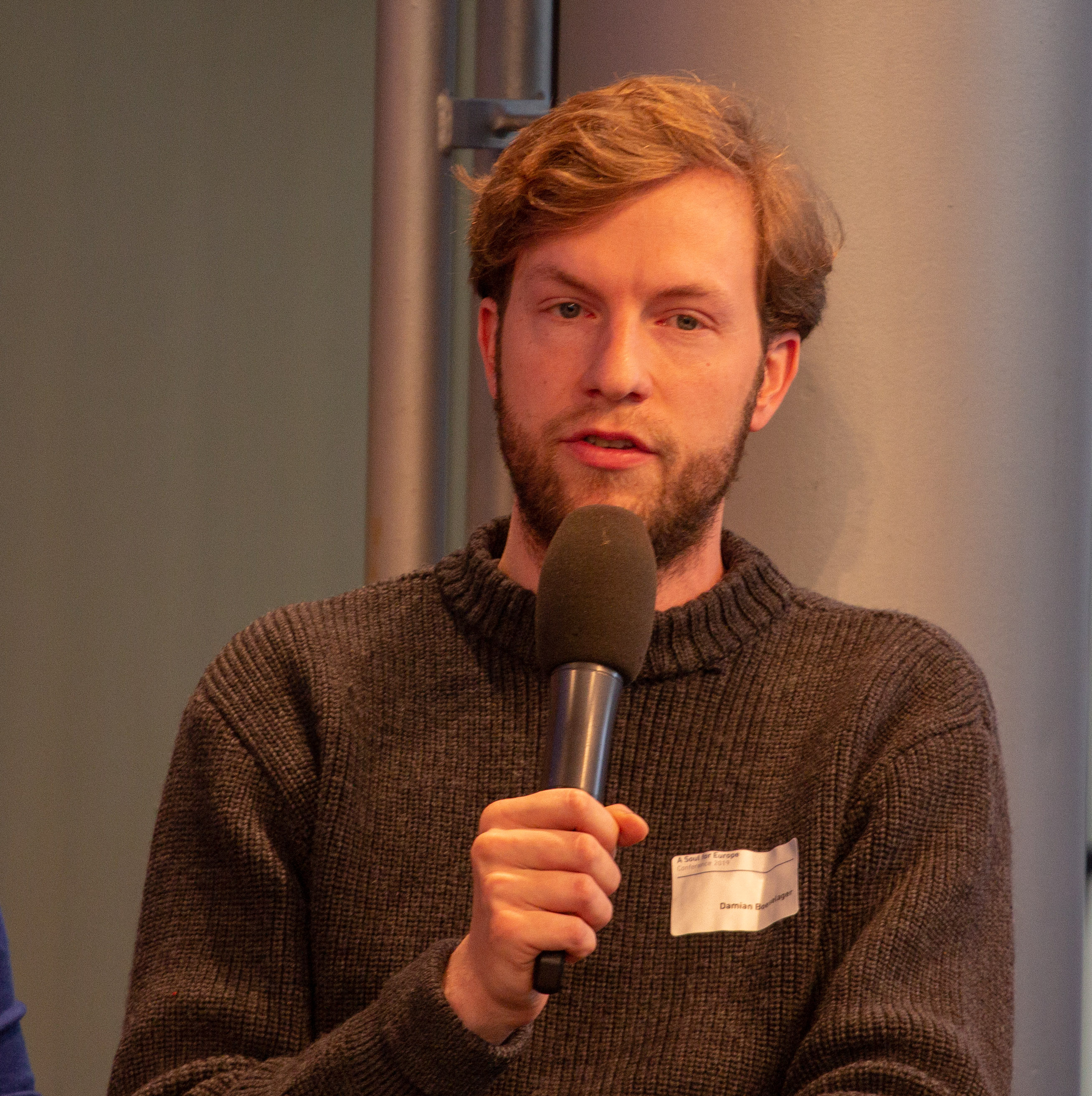
Damian Boeselager, premier député de Volt au Parlement européen.

Ils échouent à participer aux élections dans plusieurs pays : en France (incapable de lever 800 000 euros de fonds pour satisfaire l'obligation d'imprimer ses propres bulletins de vote), en Italie (incapacité de collecter 150 000 signatures), en Autriche (incapacité de collecter 2 600 signatures) et au Portugal (incapacité de collecter 7 500 signatures).

#### Élections européennes de 2024
Les élections européennes de 2024 ont permis d'élire 5 députés de Volt. Ceux-ci ont négocié avec les Verts et Renew Europe pour choisir de participer à l'un des deux groupes parlementaires, les eurodéputés siégeront finalement avec les Verts.
| État       | Résultat (%) | Sièges obtenus |
| ---------- | ------------ | -------------- |
| Allemagne  | 2,60         | 3 / 96         |
| Belgique   | 0,54         | 0 / 22         |
| Espagne    | 0,13         | 0 / 61         |
| France     | 0,26 .       | 0 / 81         |
| Luxembourg | 1,04         | 0 / 6          |
| Malte      | 0,11         | 0 / 6          |
| Pays-Bas   | 1,04         | 2 / 31         |
| Portugal   | 0,24         | 0 / 21         |

### Élections municipales et régionales

#### Élections communales belges de 2018
Volt s'est présenté pour la première fois à des élections locales en Belgique en 2018, en présentant des candidats à Anvers et dans deux communes (Ixelles et Etterbeek) à Bruxelles. Il n'a obtenu de sièges dans aucune de ces municipalités.
| Pays, région ou ville | Votes | %   | Div.                                           |
| --------------------- | ----- | --- | ---------------------------------------------- |
| Anvers                | 1 476 | 0,5 | candidat sous le nom de Paars : Piraten + Volt |
| Ixelles               | 191   | 0,6 |                                                |
| Etterbeek             | 287   | 1,5 |                                                |

#### Élections municipales françaises de 2020
Volt se présente pour la première fois en France à des élections municipales en 2020. Volt présente sa propre liste dans le IXe arrondissement de Paris ; à Lille, il rejoint la coalition de Lille verte, de Stéphane Baly ; et à Lyon, il se présente au sein des listes 100 % citoyens.
| Ville                     | Résultat (%)                               | Div.                                            |
| ------------------------- | ------------------------------------------ | ----------------------------------------------- |
| Paris, IXe arrondissement | 0,53                                       |                                                 |
| Lille                     | premier tour : 24,53 ; second tour : 39,41 | coalition au sein de Lille verte 2020           |
| Lyon, IIIe arrondissement | 3,43                                       | coalition avec Les Centristes et 100 % citoyens |
| Villeurbanne              | 1,59                                       | coalition avec 100 % citoyens                   |

#### Élections communales de Rhénanie-du-Nord-Westphalie 2020
| Ville      | %    | Sièges |
| ---------- | ---- | ------ |
| Cologne    | 4,98 | 4 / 90 |
| Düsseldorf | 1,84 | 2 / 90 |
| Bonn       | 5,07 | 3 / 66 |
| Münster    | 2,61 | 2 / 66 |

#### Élections régionales et départementales françaises de 2021
Volt France participe à trois listes lors des élections régionales françaises de 2021.

#### Élections régionales espagnoles
| Communauté autonome | Année | Tête de liste | Voix  | %    | Sièges  | Gouvernement        |
| ------------------- | ----- | ------------- | ----- | ---- | ------- | ------------------- |
| Madrid              | 2021  |               | 1 573 | 0,04 | 0 / 136 | extra-parlementaire |
| Castille-et-León    | 2022  |               | 265   | 0,02 | 0 / 81  | extra-parlementaire |